# Saint Suppapong
Suppapong Udomkaewkanjana (Tiếng Thái: ศุภพงษ์ อุดมแก้วกาญจนา, phiên âm: Su-ba-bong U-đom-keo-can-cha-na, sinh ngày 17 tháng 4 năm 1998) còn có nghệ danh là Saint (เซ้นต์), là một ca sĩ và diễn viên người Thái Lan trực thuộc Channel 3. Anh nổi tiếng sau khi diễn vai Pete (Pitchaya) trong bộ phim truyền hình Tình cờ yêu (Love By Chance) năm 2018.

## Tiểu sử
Saint sinh ngày 17 tháng 4, 1998  tại Trat, Thái Lan. Cả bố và mẹ anh đều là người gốc Trung Quốc. Tên tiếng Trung của anh là Hoàng Minh Minh (Hanja: 黄明明; pinyin: Huáng Míngmíng).
Anh tốt nghiệp trường Tradtragarnkun (tỉnh Trat) và Đại học Assumption (Băng Cốc). Hiện tại, anh đang là sinh viên năm thứ tư tại khoa Kinh tế, đại học Srinakharinwirot.
Saint bắt đầu hoạt động lợi ích cộng đồng từ năm lớp 4. Trong suốt quãng thời gian từ trung học đến đại học, anh tham gia nhiều hoạt động tình nguyện. Năm 2017, anh được trao giải thưởng Person của Siam Award trong hạng mục thanh niên xuất sắc trong hoạt động xã hội.

## Sự nghiệp
Saint bắt đầu sự nghiệp diễn xuất vào năm 2018 với bộ phim BL Tình cờ yêu (Love By Chance) trong vai Pete (Pitchaya). Cùng với bạn diễn là Tanapon Sukumpantanasan trong vai Ae (Intouch), anh nổi tiếng khắp Châu Á, Đông Nam Á và một số vùng của Châu Âu, Châu Mỹ và Châu Mỹ Latinh.
Vào ngày 14 tháng 7 năm 2019, anh phát hành đĩa đơn đầu tay “I crush on you” như một món quà dành tặng các fan hâm mộ, anh cũng tham gia đầu tư và sản xuất. Cùng năm đó, anh trở thành thành viên của nhóm nhạc nam KissBoysTH, gồm 5 thành viên.
Năm 2020, anh đảm nhiệm vai chính, Tutor trong Why RU the series (Vì yêu đúng không?) và Aof trong Let Fight Ghost.

## Danh sách phim

### Phim điện ảnh
| Năm  | Tựa          | Vai | Vai trò | Hãng | Nguồn         |
| ---- | ------------ | --- | ------- | ---- | ------------- |
| 2020 | Please (her) | Ohm | Chính   | M39  | [ 11 ] [ 12 ] |

### Phim truyền hình
| Năm  | Tựa                                                     | Vai                          | Vai trò   | Đài                       | Nguồn  |
| ---- | ------------------------------------------------------- | ---------------------------- | --------- | ------------------------- | ------ |
| 2018 | Love By Chance                                          | Pete - Pichaya               | Main      | GMM 25, LINE TV, NETFLIX  | [ 13 ] |
| 2019 | Reminders                                               | Son                          | Main      | LINE TV                   | [ 14 ] |
| 2019 | 2 Brothers                                              | Pat - The true grandson      | Guest     | GMM 25, LINE TV           |        |
| 2019 | Bai Mai Tee Plid Plew Chiếc lá cuốn bay                 | Chananawat – Nira (lúc 16t)  | Guest     | One 31, LINE TV, NETFLIX  | [ 15 ] |
| 2019 | My Love From Another Star Vì sao đưa anh tới (Thái Lan) | Somchai - [Classmate]        | Guest     | Channel 3, LINE TV, MELLO |        |
| 2019 | TharnType: The Series                                   | Pete - Pichaya               | Guest     | One 31, LINE TV           | [ 16 ] |
| 2020 | TharnType Special: Our Final Love                       | Pete - Pichaya               | Guest     | Vimeo                     |        |
| 2020 | Why R U?                                                | Tutor - Sattakhun            | Main      | One 31, LINE TV           | [ 17 ] |
| 2020 | Love by Chance 2: A Chance to Love                      | Pete - Pichaya               | Flashback | Tencent Video             |        |
| 2021 | Mae Krua Kon Mai Cô nàng đầu bếp của tôi                | Max - [Heroine Ex boyfriend] | Guest     | Channel 3                 | [ 18 ] |
| 2021 | Let's Fight Ghost                                       | Aof - Issawa                 | Main      | True4U, NETFLIX           | [ 19 ] |
| TBA  | Sing Again                                              | Sol (Twin brother)           | Main      | True4U                    | [ 20 ] |
| TBA  | Secret Crush On You                                     | Thep (Senior University)     | Guest     |                           | [ 21 ] |

### Video âm nhạc
| Năm  | Tựa đề        | Tựa đề tiếng Anh     | Ca sĩ                                                      | Ghi chú                   | Nguồn  |
| ---- | ------------- | -------------------- | ---------------------------------------------------------- | ------------------------- | ------ |
| 2018 | ไม่ว่าอะไร      | Wish This Love       | Arunpong Chaiwinit                                         | OST Love By Chance        |        |
| 2018 | หวัง           | Hope                 | Sirintip Hanpradit                                         | OST Love By Chance        |        |
| 2018 | ขอ            | Wish                 | Boy Sompob                                                 | OST Love By Chance        |        |
| 2018 | นา นา นา      | Na Na Na             | Boy Sompob                                                 | OST Love By Chance        |        |
| 2019 | TRUTH or DARE | TRUTH or DARE        | Thanasit Jaturaput                                         |                           | [ 22 ] |
| 2019 | พร้อมอยู่แล้ว     | Are You Ready?       | Rueangrit Siriphanit                                       | OST Why R U?              |        |
| 2020 | นี่คือรักใช่ไหม    | This is Love, Right? | Jarinya Sirimongkolsakul (Kaew) X Visava Thaiyanont (Tomo) | OST Why R U?              |        |
| 2020 | ทำไมต้องคนนี้?   | Why is this person?  | MEAN                                                       | OST Why R U?              |        |
| 2020 | รักใช่หรือเปล่า?  | Is This Love?        | Issara Kitnitchi (Tom) x Suppapong Udomkaewkanjana         | OST Why R U?              |        |
| 2020 | วอน           | Begging you          | Kitima Changsawad (Chaba) x Nattapong Yimmonkon (Kob)      | OST Von The (Begging you) | [ 23 ] |
|      |               |                      |                                                            |                           |        |

## Danh sách đĩa nhạc
| Năm  | Tựa đề               | Tựa đề tiếng Anh                               | Ghi chú                                            | Ref.   |
| ---- | -------------------- | ---------------------------------------------- | -------------------------------------------------- | ------ |
| 2019 | เพิ่งได้รู้               | Just know                                      | Kissboys TH                                        | [ 24 ] |
| 2019 | ดีต่อใจ                | Good to heart                                  | Kissboys TH                                        | [ 24 ] |
| 2019 | ถูกใจคนนี้              | I crush on you                                 |                                                    | [ 25 ] |
| 2019 | องครักษ์               | Ongkharak                                      | Srinakharinwirot University Ongkharak Campus Music | [ 26 ] |
| 2019 | ขอบคุณฟ้าที่ให้ฉันพบเธอ    | Angels Brought Me Here                         |                                                    |        |
| 2020 | รักใช่หรือเปล่า?         | Is This Love?                                  | Featuring with Issara Kitnitchi OST Why R U?       |        |
| 2020 | ความรู้สึกที่เปลี่ยน        | Feelings Change                                | OST Why R U?                                       |        |
| 2020 | ได้พบกัน               | To meet you                                    |                                                    | [ 27 ] |
| 2020 | รักให้ถึงที่สุด            | Try                                            | OST Let’s Fight Ghost                              |        |
| 2021 | ผิดไหมที่ฉันไม่กลับไปรักเธอ | Is It Wrong That I Won’t Return to Loving You? | Call Me By Your Song Project                       |        |

## Live shows

### Stage play
| Year | Title                     | Role | Place                                                                                        | Date                    | Ref.   |
| ---- | ------------------------- | ---- | -------------------------------------------------------------------------------------------- | ----------------------- | ------ |
| 2019 | Who is the real murderer? | Phum | Art Center @Thailand. Prof. Dr.Saroj Buasri Innovation Building, Srinakharinwirot University | ngày 8 tháng 6 năm 2019 | [ 28 ] |

### Concert
| Year | Title                         | Place                          | Date                    | Ref.   |
| ---- | ----------------------------- | ------------------------------ | ----------------------- | ------ |
| 2019 | Kissboys TH The Final Concert | KBank Siam Pic-Ganesha Theatre | ngày 8 tháng 9 năm 2019 | [ 29 ] |

## Variety shows
| Year | Title             | Type         | Network                  | Air time                                           | Ref.   |
| ---- | ----------------- | ------------ | ------------------------ | -------------------------------------------------- | ------ |
| 2019 | Kissboys Thailand | Reality Show | 9 MCOT HD FB Kissboys TH | ngày 13 tháng 7 năm 2019 – ngày 7 tháng 9 năm 2019 | [ 30 ] |

## Giải thưởng và đề cử
| Năm  | Giải thưởng                      | Hạng mục                                               | Kết quả   | Đề cử cho   | Ref.   |
| ---- | -------------------------------- | ------------------------------------------------------ | --------- | ----------- | ------ |
| 2019 | LINE TV AWARDS 2019              | Best Couple (with Tanapon Sukumpantanasan)             | Won       | Tình cờ yêu | [ 31 ] |
| 2019 | LINE TV AWARDS 2019              | Best Kiss Scene (with Tanapon Sukumpantanasan)         | Won       | Tình cờ yêu | [ 31 ] |
| 2019 | KAZZ AWARDS 2019                 | Young people of the year                               | Won       | N/A         | [ 32 ] |
| 2019 | KAZZ AWARDS 2019                 | POPULAR VOTE 2019                                      | Nominated | N/A         | [ 33 ] |
| 2019 | KAZZ AWARDS 2019                 | Male Rising Star 2019                                  | Won       | Tình cờ yêu | [ 34 ] |
| 2019 | KAZZ AWARDS 2019                 | Best Couple of the Year (with Tanapon Sukumpantanasan) | Nominated | Tình cờ yêu | [ 33 ] |
| 2019 | Daradaily Awards 8               | Male Rising Star of the year 2018                      | Nominated | Tình cờ yêu | [ 35 ] |
| 2019 | Youth Idol 2019                  | The idol who create general public benefits            | Won       | N/A         | [ 36 ] |
| 2020 | 16th Kom Chad Luek Awards        | Most Popular actor                                     | Nominated | Tình cờ yêu | [ 37 ] |
| 2020 | KAZZ AWARDS 2020                 | Young people of the year                               | Won       | N/A         | [ 38 ] |
| 2020 | KAZZ AWARDS 2020                 | Popular Vote                                           | Won       | N/A         | [ 38 ] |
| 2020 | KAZZ AWARDS 2020                 | Most Popular Teen Actor                                | Nominated | N/A         |        |
| 2020 | 6th MAYA AWARDS                  | Best Couple (with Pruk Panich)                         | Nominated | Why R U?    |        |
| 2020 | ZOOM DARA Awards & Showcase 2020 | Best Couple (with Pruk Panich)                         | Won       | Why R U?    | [ 39 ] |